# La Ceinture noire (film)
Série
Faut pas karaté la queue du tigre
(1976)
Pour plus de détails, voir Fiche technique et Distribution.
La Ceinture noire (Black Belt Jones) est un film d'arts martiaux américain réalisé par Robert Clouse, sorti en 1974.

## Synopsis
Don Stefano est un mafieux qui veut s'emparer d'un terrain exproprié par la municipalité. "Pop" Byrd est un vieux maître de karaté afro-américain qui possède une école de karaté sur place et ne veut pas l'abandonner. Don Stefano envoie alors ses hommes de main pour le convaincre, mais ils exagèrent la violence et le tuent. Ils prennent également en otage Quincy, un étudiant de l'école de karaté, et exigent une rançon de 250 000 dollars.
Un homme de Pop appelle à l'aide Black Belt Jones, un expert en arts martiaux. Sydney, la fille de Pop, maître de karaté, vient également à son secours. Les deux s'introduisent dans la villa de Don Stefano, s'emparent de la somme de 250 000 dollars, puis libèrent Quincy.
Black Belt Jones et Sydney bloquent ensuite Don Stefano et ses hommes et les placent dans un camion poubelle, en attendant que la police les arrête.

## Fiche technique
- Titre original : Black Belt Jones
- Titre français : La Ceinture noire
- Réalisation : Robert Clouse
- Scénario : Oscar Williams
- Montage : Michael Kahn
- Musique : Luchi DeJesus
- Photographie : Kent L. Wakeford
- Production : Paul Heller, Fred Weintraub
- Société de production et distribution : Warner Bros.
- Pays d'origine :  États-Unis
- Langue originale : anglais
- Format : couleur
- Genre : Action, arts martiaux
- Durée : 87 minutes
- Dates de sortie  :
  - États-Unis : 28 janvier 1974
  - France : 7 août 1974

## Distribution
- Jim Kelly (VF : Sady Rebbot) : Black Belt Jones
- Gloria Hendry (VF : Béatrice Delfe) : Sydney
- Scatman Crothers (VF : Pierre Garin) : Pop
- Eric Laneuville : Quincy
- Alan Weeks (VF : Serge Sauvion) : Toppy
- Andre Philippe (VF : Yves Barsacq) : Don Stefano
- Vincent Barbi (VF : Jean Davy) : Big Tuna
- Mel Novak (VF : Philippe Mareuil) : Blue Eyes
- Malik Carter (VF : Georges Atlas) : Pinky
- Eddie Smith (VF : Med Hondo) : Oscar
- Nate Esformes (VF : Jacques Thébault) : Roberts
- Robert Wall : un homme de main (non crédité)